# 圣科洛马-德法尔内斯
圣科洛马德法尔内尔斯，是西班牙加泰罗尼亚赫罗纳省的一个市镇。总面积71平方公里，总人口9169人（2001年），人口密度129人/平方公里。